# Lucien Corvisart
Rémi François Lucien Corvisart, né à Thonne-la-Long le 9 juin 1824 et mort à Paris le 24 décembre 1882, est un médecin français.
Il est le fils de Jean-Pierre René Corvisart et de Jeanne Angélique Cliquot. Il est le petit neveu de Jean-Nicolas Corvisart, médecin de Napoléon Ier, et le cousin de Scipion Corvisart (1790-1866), neveu et fils adoptif de Jean-Nicolas. Il est le père de Charles Corvisart, général de la Première Guerre mondiale.

## Biographie
Il commence ses études de médecine à Paris et participe à la révolution de 1848. Sa conduite pendant ses journées lui vaut de recevoir la Légion d'honneur.
Il est reçu docteur en médecine en 1852 en présentant sa thèse sur la tétanie ou contraction des extrémités. En 1854, il utilise le premier la pepsine comme moyen thérapeutique. Il a rédigé plusieurs ouvrages médicaux appréciés.
Après la proclamation du Second Empire, il devient médecin ordinaire de Napoléon III, adjoint au premier médecin Henri Conneau. Attaché à l'empereur et la famille impériale, il l'accompagne dans tous ses déplacements. Il assiste à la naissance du prince impérial et doit reconnaître son corps à son retour en Angleterre.
À l'automne 1865, il a proposé à Napoléon III d'inviter Louis Pasteur de venir au château de Compiègne pour présenter ses recherches sur le vin et son avis sur la génération spontanée. Louis Pasteur partage sa chambre avec le professeur de physiologie François Achille Longet (1811-1871).
À partir de 1853, Napoléon III va manifester de violentes crises abdomino-périnéales qui sont attribuées à des spasmes vésicaux. Le professeur Auguste Nélaton doit intervenir dans des crises de rétention aigüe. la maladie de la pierre de Napoléon III va l'amener à prendre de l'hydrate de chloral pour soulager la douleur. Il se rend chaque été dans des stations thermales pour prendre les eaux, à Plombières, Vichy. Les crises s'aggravent après 1864. À la demande de l'impératrice Eugénie, l'empereur est examiné par le professeur Germain Sée (1818-1896) au château de Saint-Cloud le 20 juin 1870 et conclut à la présence d'un calcul dans la vessie. Germain Sée réunit le 1er juillet 1870 un comité de consultation comprenant Auguste Nélaton, Philippe Ricord, Lucien Corvisart et Henri Conneau qui préconise le cathétérisme de la vessie. Ils citent les crises avec urines sanglantes et purulentes et évoquent une cystite calculeuse. Le rapport rédigé ne prévoit pas d'opération. La crise franco-allemande qui se prépare va amener Henri Conneau à ne pas transmettre le rapport. Au cours de la bataille de Sedan, Napoléon III va avoir une crise.
Il est fait prisonnier avec Napoléon III. Il accompagna l'empereur pendant sa captivité au château Wilhelmshöhe à Cassel en Allemagne et ne l'a pas quitté pas jusqu'à Chislehurst pendant son exil.
Ce n'est qu'avec la crise qu'il a le 10 décembre 1872 que les professeurs anglais venus l'examiner en urgence, William Gull et James Paget, apprennent à Napoléon III qu'il souffre de lithiase vésicale. Ils lui conseillent de se faire opérer par le professeur Henry Thomson par la technique de lithotritie mise au point par Jean Civiale. Une première opération est faite le 2 juillet 1873, mais n'a pas complètement réussi. Une seconde est faite le 6. L'état de Napoléon III s'aggrave brusquement et meurt le 9.
En 1876, il se présenta aux élections législatives, mais il est battu par Jean Girault.

## Titre de noblesse
En 1867, il est fait baron de l'empire par réversion du titre de son cousin, Scipion Corvisart, neveu et fils adoptif de Jean-Nicolas Corvisart, mort sans enfant en 1866.

## Décoration
- Chevalier de la Légion d'honneur, le 23 août 1848,
- Officier de la Légion d'honneur, le 16 juin 1856[3].

## Publications
- Lucien Corvisart, Mémoire sur la « contracture idiopathique des extrémités chez l'adulte ou mieux tétanie », 1852
- Lucien Corvisart, Dyspepsie et consomption. Ressources que la poudre nutrimentive (pepsine acidifiée) offre dans ces cas à la médecine pratique, Labé, Librairie de l faculté de médecine, Paris, 1854 Texte
- Lucien Corvisart, Sur une fonction peu connue du pancréas, la digestion des aliments azotés: expériences parallèles sur la digestion gastrique et intestinale, inductions cliniques, Paris, 1900
- Lucien Corvisart, Jules Worms, Études sur les notions physiologiques qui peuvent servir à l'histoire médicale du diabète sucré
- Lucien Corvisart, Vomissement incoërcibles de la grossesse